# The Eternal Grind
The Eternal Grind er en amerikansk stumfilm fra 1916 af John B. O'Brien.

## Medvirkende
- Mary Pickford som Louise.
- Loretta Blake som Amy.
- Dorothy West som Jane.
- John Bowers som Owen Wharton.
- Robert Cain som Ernest Wharton.